# Амфитрион (пьеса Мольера)
«Амфитрио́н» — комедийная пьеса Мольера, написанная в 1668 году. Сюжетно связана с одноимённой комедией Плавта.

## История создания
В ноябре 1666 г. перо герцога Энгиенского выдало секрет тайной связи короля Людовика XIV и маркизы де Монтеспан. Этот адюльтер сопровождался скандалом: маркиз проклял супругу и уединился в своём замке, велев украсить комнаты рогами. Считается, что написанная год спустя пьеса Мольера «Амфитрион» — скрытое послание короля маркизу де Монтеспан : 

«…Смотри, Амфитрион, вот заместитель твой! / В своих чертах признай Юпитера. Явился / Я с громом, чтоб ты знал, кто здесь перед тобой. / Довольно этого, чтоб ты душой смирился, / Чтоб снова ты обрёл и счастье, и покой? / То имя, что весь мир, робея, произносит, / Рассеет здесь и толки все и ложь: / С Юпитером делёж / Бесчестья не приносит. / Признав теперь, что твой соперник — царь богов, / Гордиться можешь ты и звать себя счастливым…» (перевод В. Я. Брюсова)

Во время вынужденного отдыха в своём загородном доме в Отейле Мольер увлекается чтением комедий Плавта, среди которых была и комедия «Амфитрион». Другим источником могла стать пьеса Ротру «Рождение Геракла», впервые поставленная в парижском театре «Маре» в 1636 г.
Премьера прошла 13 января 1668 г. в театре Пале-Рояль, Мольер исполнял роль Созия. 16 января пьеса была сыграна в Тюильри перед Людовиком XIV.

## Сюжет
Действие происходит в Фивах, перед домом Амфитриона.

### Пролог
Царь богов Юпитер воспылал страстью к Алкмене, супруге фиванского полководца Амфитриона, и, пока тот ведет свои войска в Беотию, посылает Меркурия к Ночи, чтобы она скрыла под своим покровом любовные утехи Юпитера.

### Акт 1
- Слуга Созий отправлен возвестить Алкмене победное возвращение в Фивы Амфитриона.
- Но у входа в дом он сталкивается с Меркурием, принявшим облик самого Созия. Меркурий убеждает Созия, что он «ненастоящий», и в доказательство этого избивает его. Созий возвращается в порт.
- Юпитер, полный нежности, прощается с Алкменой. Теперь Ночь может уступить небо дневному свету.
- Жена Созия Клеантида встречает Меркурия и, приняв его за мужа, обвиняет в неверности. Меркурий смеется над ней и прогоняет.

### Акт 2
- Амфитрион в гневе выслушивает рассказ Созия о встрече с самим собой. Он не верит ни одному слову.
- Он возвращается домой и встречается с Алкменой, удивленный, что она не радуется его возвращению. Начинается ссора: Алкмена утверждает, что прошедшей ночью Амфитрион был с ней. Он обвиняет её в супружеской измене.
- Клеантида в ярости напоминает Созию о нанесённой ей обиде.
- Их спор прерывает появление Юпитера. Он проходит в покои к Алкмене.
- Созий и Клеантида удивлены неожиданным спокойствием их хозяина.
- Не зная о ссоре Алкмены и Амфитриона, Юпитер является перед разъярённой Алкменой. Извинившись за обиды настоящего Амфитриона, Юпитер приглашает Алкмену на пир.
- Созий просит прощения у Клеантиды, но их спор разгорается ещё больше.

### Акт 3
- В образцовом монологе классицистского стиля Амфитрион рассуждает о дружбе и любви, преданности и неверности.
- Меркурий (все ещё под обликом Созия) дурачит настоящего Амфитриона, убеждая его, что он — не он.
- Амфитрион уверился в измене. Он опозорен и жаждет мести.
- Встретив настоящего Созия, он изливает свой гнев на него. Лишь присутствие посторонних спасает Созия от быстрой расправы.
- На шум выходит Юпитер и соперники встречаются лицом к лицу. Все в изумлении, видя сразу двух Амфитрионов. Настоящий Амфитрион уходит за помощью, Юпитер приглашает всех на пир.
- Созий пытает проникнуть в дом, но вновь изгнан оттуда Меркурием.
- Для свершения мести Амфитрион приводит друзей.
- Клеантида недоумевает: только что она прислуживала Амфитриону на пире, а минутой спустя он уже на улице в окружении готовых к мести друзей.
- Меркурий раскрывает Амфитриону истину — это сам царь богов сошёл с небес.
- И сам Юпитер в облаках и при звуках грома является перед всеми. Он призывает гордиться его вниманием и предрекает Амфитриону рождение «божественного» сына Геркулеса.

## Интересные факты
- 18 сентября 1668 г. на спектакле с участием Мольера в роли Созия присутствовало российское посольство во главе с П. И. Потёмкиным.
- Первое издание комедии содержало сонет-посвящение «Королю на победу во Франш-Конте». Однако, когда по условиям Первого аахенского договора 1668 г. Франция уступила этот регион Испании, весь тираж пьесы был изъят.

## Театральные постановки
Премьера пьесы состоялась 13 января 1668 года во дворце Пале-Рояль (Париж).

## Экранизации
- 1935 — «Амфитрион» Германия